# U型锁

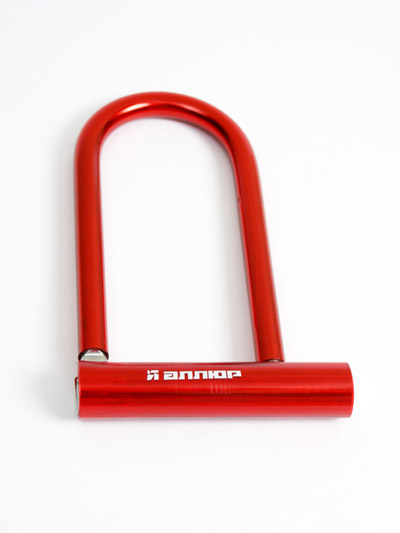
U型锁

U型锁（英語：U-lock）是一种防止自行車、摩托車被盗的安全装置，是自行车锁的一种，因其形状酷似字母“U”而得名。

## 概述
U型锁由锁体和U形锁杆两部分组成。
对于摩托车，U型锁通常锁在车轮上，车辆因无法骑行而降低了被盗风险。
对于自行车，由于车轮很容易拆卸，故不建议锁在车轮上，而是应该锁在车架上，此外另锁车轮更佳。

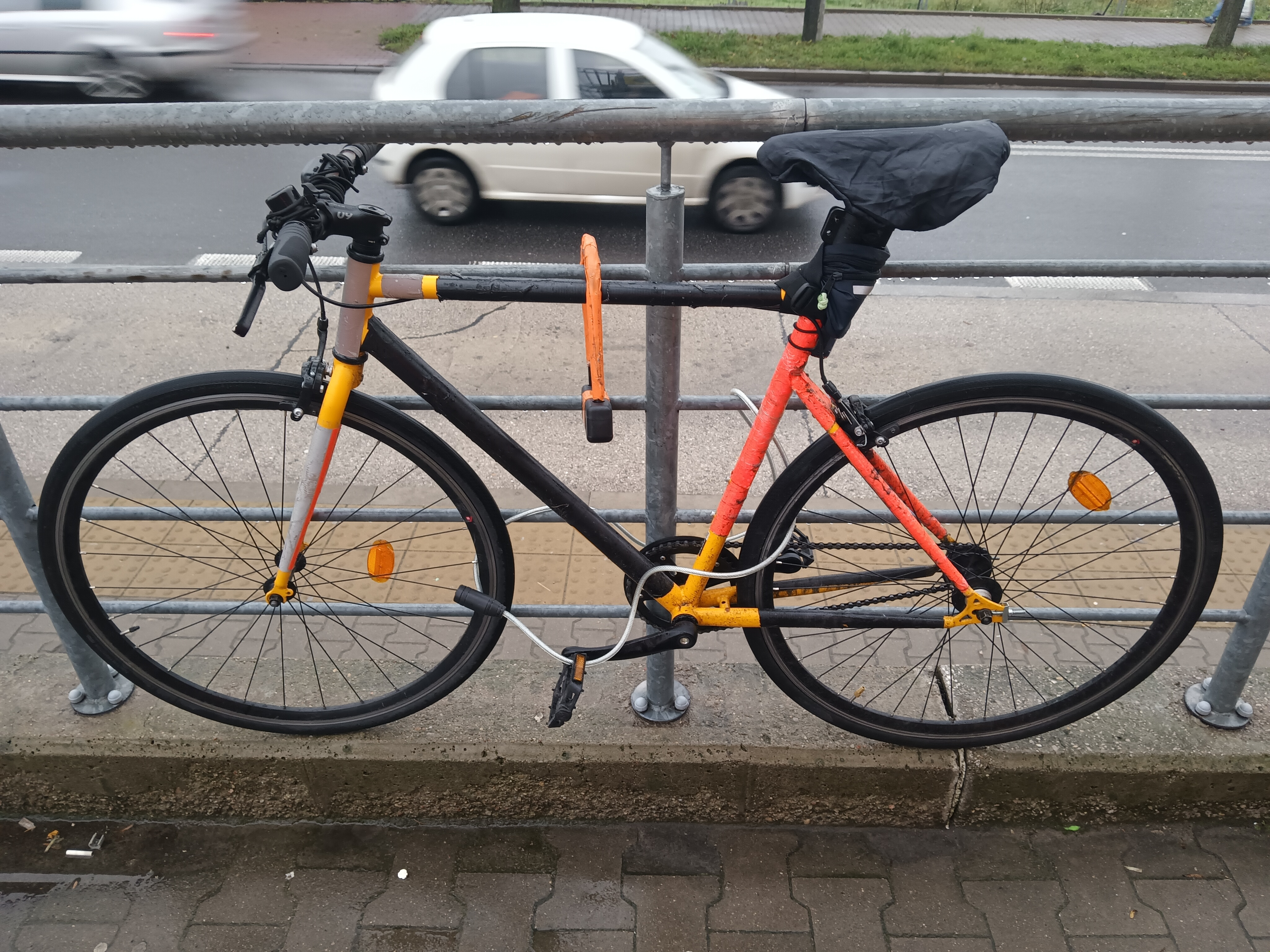
U型锁锁住车身，钢缆锁锁住车轮
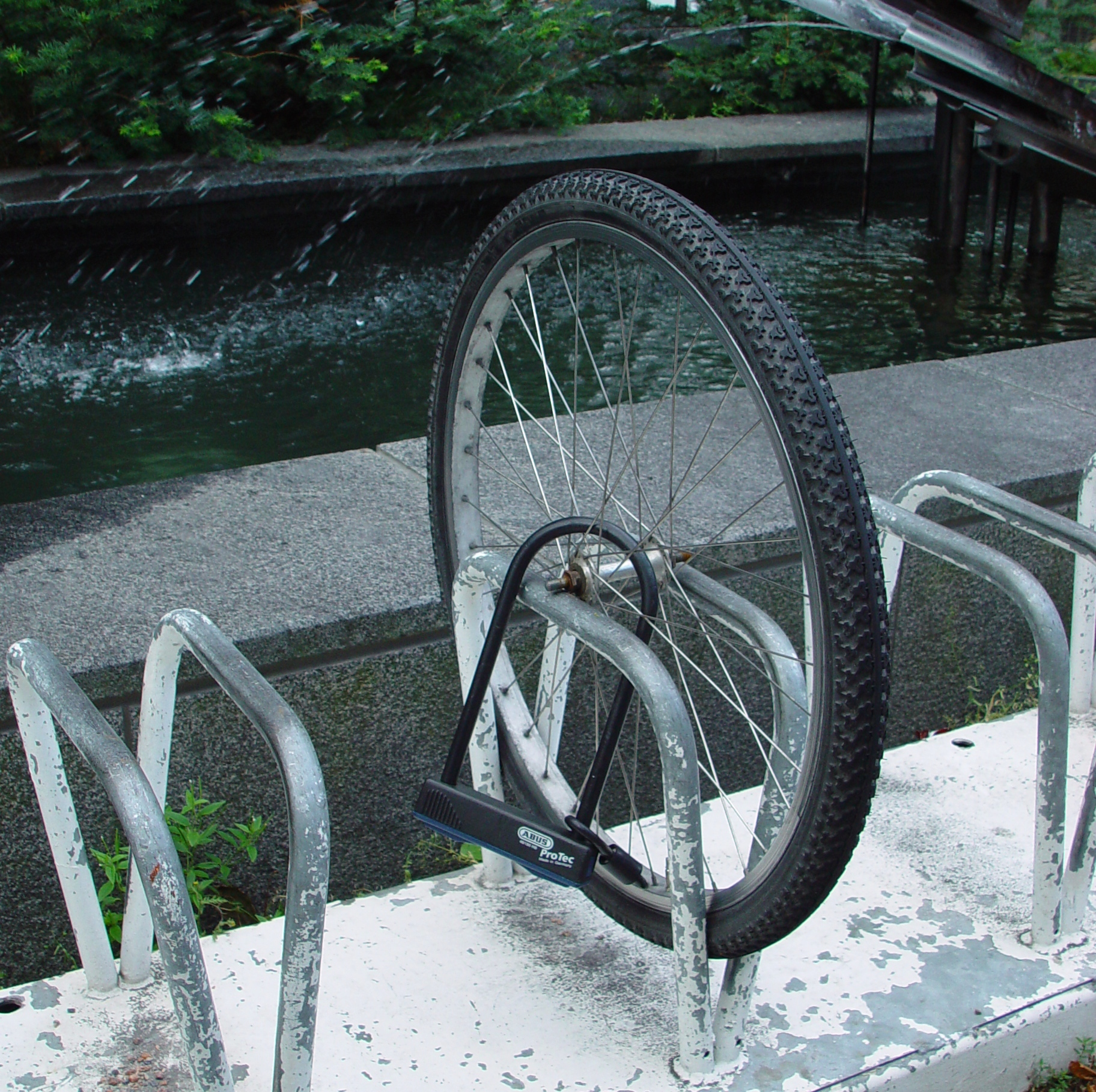
由于U型锁锁在了车轮上，车身被人从车轮上卸下并偷走
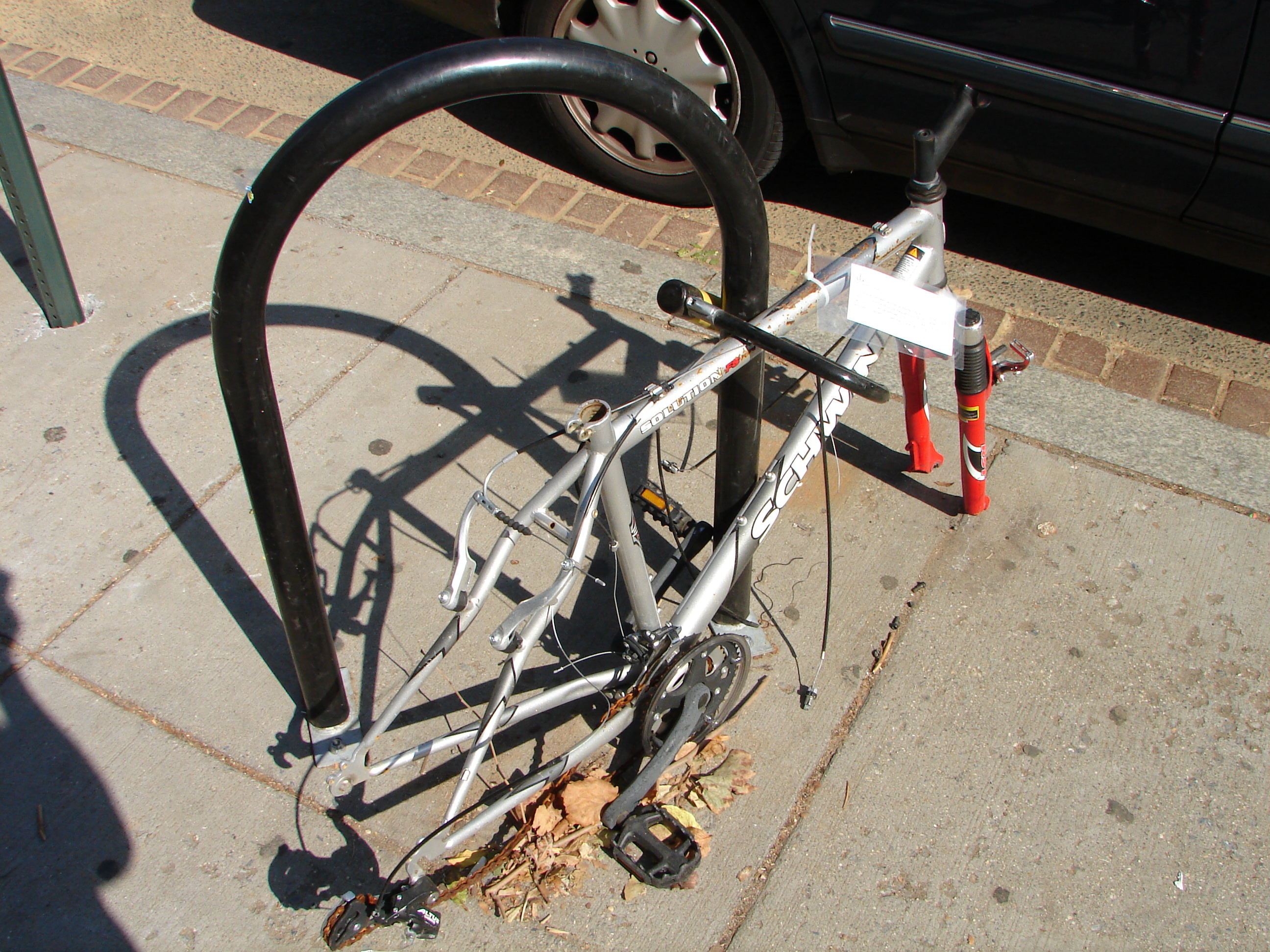
虽然U型锁锁在了车架上，但车轮及其他部件被人卸下并偷走

## 相關事件
2012年9月15日，日系车车主李建利被参与游行示威的蔡洋用U型钢锁打穿头部颅骨，导致其永久失去部分行动和语言能力。后来U形锁成为了极端爱国分子的代名词。